# Степан Орлик
Степан Орлик (*1891, Чуднів (або Любар) — †2 червня 1938, Житомир) — архієрей УАПЦ з титулом «архієпископ Дніпропетровський».

## Біографія
Походив з Волині. Служив священиком на Волині і в Грузії.
У травні 1921 р. прибув до Києва з м. Тифліс (Грузія). Приєднався до УАПЦ. Від ВПЦР отримав рекомендацію на єпископство разом з Павлом Погорілко.
30 жовтня 1921 р. був рукоположений на єпископство УАПЦ. Служив на Волині і в м. Житомир. Потім — в м. Полтава і Дніпропетровську. Його сучасники характеризували його як доброго проповідника і організатора.
1927 р. був на другому Всеукраїнському православному церковному соборі в Києві. Представники комуністичного режиму вимагали від того собору визнати Орлика С. «петлюрівцем» і «націоналістом». Собор відмовився, тоді Орлика С. у 1928 р. НКВС заарештували, ув'язнили і вислали на Соловки (ГУЛАГ)). 
Допомагав ув'язненим, вчив медицину, щоб бути лікарем. Після звільнення у Москві склав іспит з медицини у виші. Відмовився від пропозиції НКВС бути головним лікарем ув'язнених на Соловках (ГУЛАГ). Після ув'язнення працював керівником одного з районних медичних пунктів Астрахані. Знову заарештований на весні 1938 року. Перевезений до Житомира. Від тортур втратив зір. Розстріляний 2 червня 1938 року за обвинуваченням у «контреволюційній діяльності».